# كيث ميلز
كيث ميلز (بالإنجليزية: Keith Mills)‏ (29 ديسمبر 1942 في المملكة المتحدة - ) هو لاعب كرة قدم بريطاني في مركز الوسط. لعب مع غريمسبي تاون ونادي ويمبلدون ونادي هيلينغدون بورو.